# Ilha Bathurst
A ilha Bathurst ou ilha de Bathurst (em inglês:  Bathurst Island) é uma grande ilha do Arquipélago Ártico Canadiano. Situada em Nunavut, tem uma área de de 16 042 km², o que a torna a 54.ª maior ilha do mundo e a 13.ª do Canadá. É desabitada. É pouco montanhosa, e o seu ponto mais elevado (Stokes Mountain) tem 412 m de altitude. Foi descoberta por William Edward Parry em 1819 e recebeu o seu nome numa homenagem a Henry Bathurst, 3.º earl Bathurst (1762-1834).
O polo norte magnético esteve próximo da ilha Bathurst na década de 1960 e década de 1970.
A ilha inclui o Parque Nacional Qausuittuq.

## Geografia
A ilha de Bathurst situa-se na parte sudeste do arquipélago das ilhas da Rainha Isabel, estando rodeada de outras ilhas por todas as direções: a sul, fica a ilha do Príncipe de Gales; a leste, a ilha Cornwallis, ilha Little Cornwallis e ilha Devon; a oeste, a ilha Byam Martin e a ilha Melville; e a norte, no extremo nordeste, muito próximas e quase paralelas, o grupo da ilha Alexander, ilha Massey, ilha Vanier e ilha Cameron; e na parte norte-oiental, as pequenas ilha Helena, ilhas Hesken e ilha Sherard Osborn. Tem 16042 km², e se incluírem ilhas muito próximas o conjunto atinge 18000 km2. A configuração final da ilha foi estabelecida em 1947, depois de um voo de reconhecimento da Royal Air Canada que demonstrou que a península que se supunha formar a costa ocidental da ilha era, na realidade, uma cadeia de pequenas ilhas).
A ilha tem uma forma muito irregular, com comprimento este-oeste de 160 km e norte-sul de 190 km. Uma profunda reentrância na costa ocidental é a baía Grahan Moore, que quase divide a ilha em duas partes, deixando um pequeno istmo de apenas 26 km. A parte norte está dividida em três partes por duas grandes entrandas na direção N-S, o Erskine Inlet e o May Inlet (na parte oriental há outra entrada menor, o Young Inlet). 